# Liste der denkmalgeschützten Objekte in Edlitz
Die Liste der denkmalgeschützten Objekte in Edlitz enthält die 6 denkmalgeschützten, unbeweglichen Objekte der Gemeinde Edlitz im niederösterreichischen Bezirk Neunkirchen.

## Denkmäler
| Foto |                 | Denkmal                                                                   | Standort                                  | Beschreibung | Metadaten |
| ---- | --------------- | ------------------------------------------------------------------------- | ----------------------------------------- | --- | --- |
| ja   | Datei hochladen | Pfarrhof HERIS-ID: 33760 Objekt-ID: 31493                                 | Markt 1 Standort KG: Edlitz               | 2. Hälfte des 16./1. Hälfte des 17. Jahrhunderts erbauter zweigeschoßiger Bau, der mehrfach barockisiert wurde. | BDA-Hist.: Q37953842 Status: § 2a Stand der BDA-Liste: 2025-06-30 Name: Pfarrhof GstNr.: .44                                                               |
| ja   | Datei hochladen | Amtsgebäude HERIS-ID: 79862 Objekt-ID: 93565                              | Markt 10 Standort KG: Edlitz              | Ein dreigeschoßiger Bau mit Turmaufsatz, der 1926/27 nach Plänen von Max Theuer und Erwin Böck errichtet wurde. | BDA-Hist.: Q38172175 Status: § 2a Stand der BDA-Liste: 2025-06-30 Name: Amtsgebäude GstNr.: .50/4 Amtshaus Edlitz                                          |
| ja   | Datei hochladen | Schule HERIS-ID: 79863 Objekt-ID: 93566                                   | Markt 12 Standort KG: Edlitz              | 2-3geschoßiger Bau aus dem frühen 19. Jahrhundert. Umbauten erfolgten in den Jahren 1837, 1877 und 1917. | BDA-Hist.: Q38172184 Status: § 2a Stand der BDA-Liste: 2025-06-30 Name: Schule GstNr.: .49                                                                 |
| ja   | Datei hochladen | Kath. Pfarrkirche hl. Veit mit Wehrmauer HERIS-ID: 49624 Objekt-ID: 53542 | Markt 34, bei Standort KG: Edlitz         | Eine spätgotische Wehrkirche mit Nordostturm, seit 1192 Pfarre und dem Chorherrenstift Reichersberg inkorporiert. Mitte des 15. Jahrhunderts erfolgte ein Kirchenneubau und 1505 die Turmfertigstellung. Südlich und östlich der Kirche ist die mittelalterliche Wehrmauer mit Hakenbüchsenscharten erhalten. Die größte der fünf Glocken stammt von Lazlo Raczko aus dem Jahr 1518. | BDA-Hist.: Q22691728 Status: § 2a Stand der BDA-Liste: 2025-06-30 Name: Kath. Pfarrkirche hl. Veit mit Wehrmauer GstNr.: .43 Pfarrkirche St. Vitus, Edlitz |
| ja   | Datei hochladen | Wegkapelle hl. Johannes Nepomuk HERIS-ID: 59544 Objekt-ID: 70933          | Markt 25, in der Nähe Standort KG: Edlitz | Eine spätbarocke Kapelle in der Ortsmitte mit der Bauinschrift 1748 und einer barocken Nepomuk-Statue. | BDA-Hist.: Q38087660 Status: § 2a Stand der BDA-Liste: 2025-06-30 Name: Wegkapelle hl. Johannes Nepomuk GstNr.: 833                                        |
| ja   | Datei hochladen | Friedhofskapelle HERIS-ID: 79858 Objekt-ID: 93561                         | Markt 71, in der Nähe Standort KG: Edlitz | In der zweiten Hälfte des 19. Jahrhunderts erbaut. | BDA-Hist.: Q38172166 Status: § 2a Stand der BDA-Liste: 2025-06-30 Name: Friedhofskapelle GstNr.: .23                                                       |